# شیپهم
شیپهم (به انگلیسی: Shipham) یک روستا و محله مدنی در بریتانیا است که در سژمور واقع شده‌است. شیپهم ۱٬۰۸۷ نفر جمعیت دارد.